# Solana (Cagayan)
Solana is een gemeente in de Filipijnse provincie Cagayan op het eiland Luzon. Bij de laatste census in 2007 had de gemeente ruim 71 duizend inwoners.

## Geografie

### Bestuurlijke indeling
Solana is onderverdeeld in de volgende 38 barangays:
| - Andarayan North - Andarayan South - Bangag - Bantay - Basi East - Basi West - Bauan East - Bauan West - Cadaanan - Calamagui - Calillauan - Carilucud - Cattaran | - Centro Northeast - Centro Northwest - Centro Southeast - Centro Southwest - Dassun - Furagui - Gadu - Gen. Eulogio Balao - Iraga - Lanna - Lannig - Lingu - Maddarulug | - Maguirig - Malalam-Malacabibi - Nabbotuan - Nangalisan - Natappian East - Natappian West - Padul - Palao - Parug-parug - Pataya - Sampaguita - Ubong |

## Demografie
Solana had bij de census van 2007 een inwoneraantal van 71.475 mensen. Dit zijn 3.963 mensen (5,9%) meer dan bij de vorige census van 2000. De gemiddelde jaarlijkse groei komt daarmee uit op 0,79%, hetgeen lager is dan het landelijk jaarlijks gemiddelde over deze periode (2,04%). Vergeleken met de census van 1995 is het aantal mensen met 11.129 (18,4%) toegenomen.

De bevolkingsdichtheid van Solana was ten tijde van de laatste census, met 71.475 inwoners op 234,6 km², 257,2 mensen per km².